# Arxipèlag de Nordenskiöld

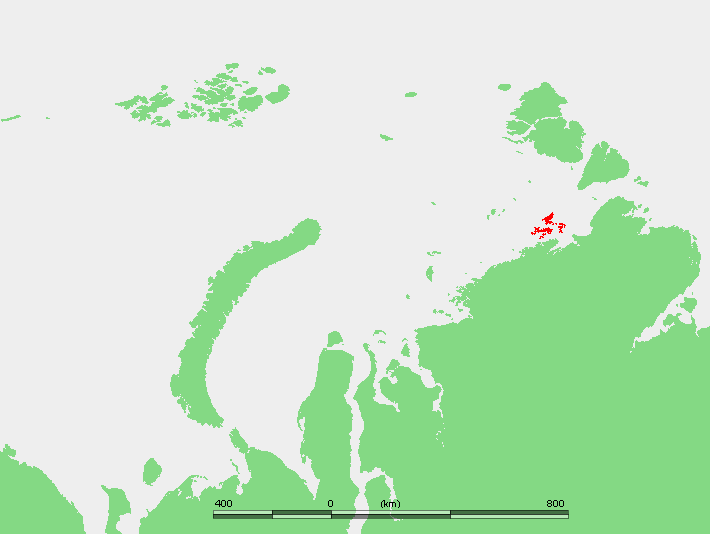
Localització de l'arxipèlag Nordenskiöld dins el Mar de Kara

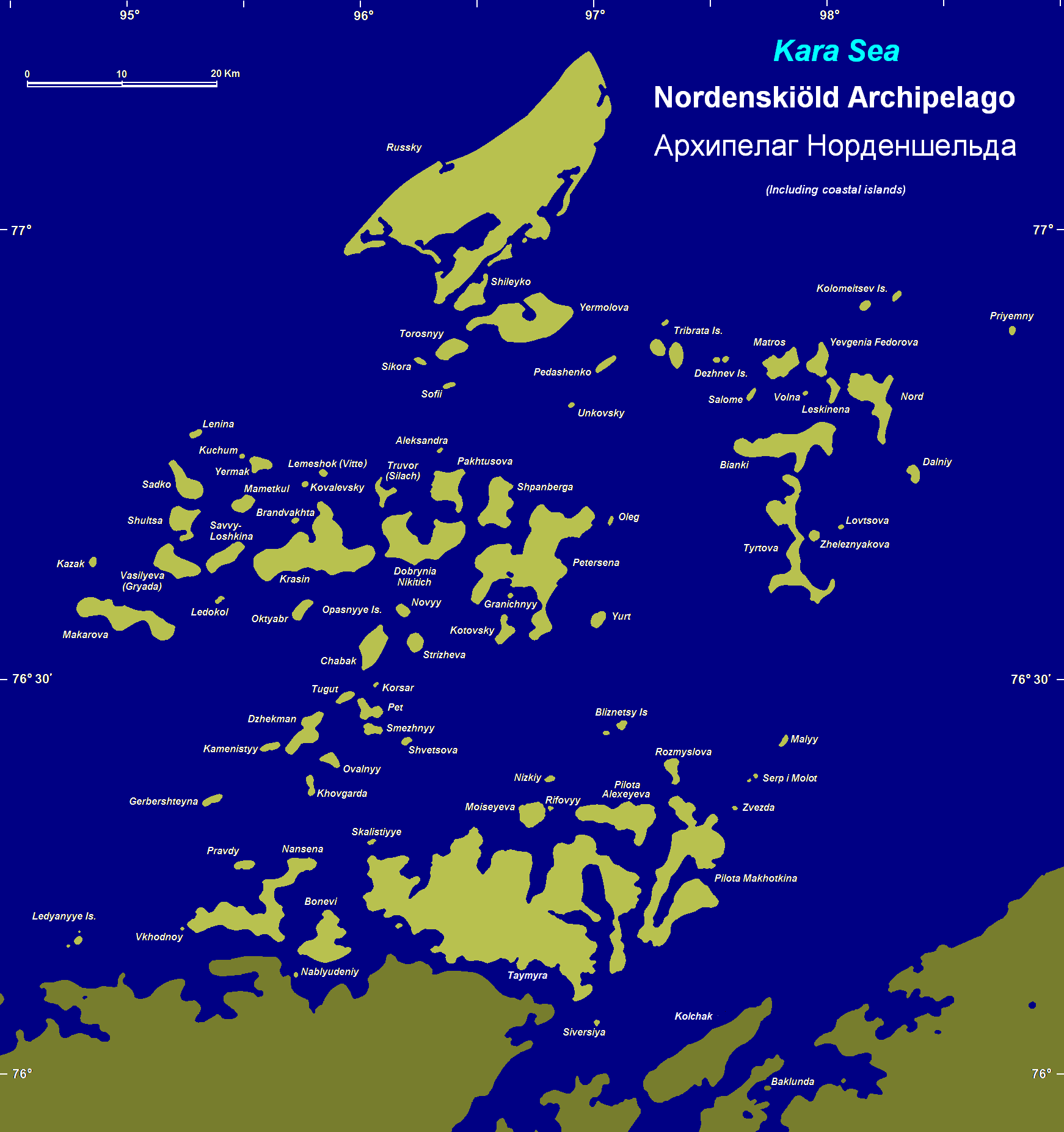
L'arxipèlag Nordenskiöld inclou algunes illes de Sibèria.

L'Arxipèlag Nordenskiöld o Arxipèlag Nordenskjold (rus: архипела́г Но́рденше́льда, arkhipelag Nordenxelda) és un grup molt gran i complex d'illes de la regió oriental del mar de Kara. El seu límit est és a 20 km de la Península de Taimir.
Hi ha unes 90 illes fredes, ventoses i desolades en aquest arxipèlag. La majoria estan formades per roques ígnees i estan cobertes per la vegetació de tundra. No estan habitades excepte per dues estacions meteorològiques una d'elles era un assentament permanent a l'illa Russky entre els anys 1935 i 1999 i una altra un assentament temporal a l'illa Tyrtov entre 1940 i 1975..
L'arxipèlag Nordenskiöld s'estén uns 100 km d'oest a est i uns 90 km de nord a sud al llarg del mar de Kara a la riba de Sibèria on hi ha grans illes litorals (illa Taimir, illa Nansena). Es divideix en diferents grups geogràfics. Els principals grups són d'oest a est: 
- Illes Tsivolko (острова Циволько; Ostrova Tsivolko) 76° 44′ N, 94° 38′ E / 76.733°N,94.633°E el grup més occidental.

- Illes Vilkitsky (острова Вилькицкого, oo Illes Dzhekman) 76° 25′ N, 95° 15′ E / 76.417°N,95.250°E. El punt més alt de l'arxipèlag és de 107 m i es troba a l'illa Chabak prop de les illes Vilkitskys.

- Illes Pakhtusov (острова Пахтусова; Ostrova Pakhtusova) 76° 37′ N, 95° 53′ E / 76.617°N,95.883°E.

- Illes Litke (острова Литке; Ostrova Litke), 76° 49′ N, 96° 36′ E / 76.817°N,96.600°E. Aquest grup inclou illa Russky (остров Русский; Ostrov Russkiy) 77° 03′ N, 96° 09′ E / 77.050°N,96.150°E. Al nord de l'arxipèlag i és l'illa més grossa.

- Illes Vostyochnyye (Восточные острова; Vostyochnyye Ostrova, illes de l'Est), latitude 76° 38′ N i longitud de 97° 30′ E. Aquest grup inclou les Illes Kolomeitsev (острова Коломейцева; Ostrova Kolomeytseva) 76° 56′ N, 97° 48′ E / 76.933°N,97.800°E.

El clima de l'arxipèlag Nordenskiöld és àrtic i sever. El mar que les envolta està cobert de gel permanent a l'hivern i per clapes de gel també a l'estiu.
Aquest grup d'illes pertany a la divisió administrativa del krai de Krasnoyarsk dins Rússia.

## Història
La primera menció d'aquest arxipèlag és de l'any 1740 per part de Nikifor Chekin, qui acompanyava Semion Chelyuskin en la Segona Expedició de Kamtxatka. Molts any més tard van rebre el nom de l'explorador àrtic noruec Adolf Erik Nordenskiöld per part de Fridtjof Nansen en els seus mapes de les costes i mars del nord de Sibèria.
El 1893, quan el vaixell Framde Fridtjof Nansen era prop de l'arxipèlag Nordenskjold Archipelago, va quedar encallat en aigua morta. Aquest estrany fenomen que típicament passa en els fiords, i glaceres que es fonen i formen una capa superficial d'aigua dolça sobre l'aigua salada.
L'any 1900 les illes de Nordenskiöld van ser explorades i cartografiades acuradament pel Capità Fyodor Andreyevich Matisen durant L'Expedició Polar Russa (1900 – 1903). Matisen va travessar tota la zona gelada amb trineus de gossos.
El 25 d'agost de 1942, durant l'Operació Wunderland, el creuer de la Kriegsmarine “Almirall Scheer” va atacar el trencagel rus Sibiryakov (comandat pel Capità Kacharev) davant la costa nord de l'illa Russky a l'arxipèlag Nordenskiöld. El Sibiryakov resistí però finalment va ser enfonsat pel creuer alemany Aleshores l'Almirall Scheer va dirigir-se cap al sud-oest per atacar les instal·lacions militars russes de l'illa de Dikson.
Des de maig de 1993 l'arxipèlag Nordenskiöld és part de la Reserva Natural Estatal del Gran Àrtic, la reserva natural més extensa de Rússia. L'estació àrtica de l'illa Russky va ser tancada l'any 1999.